# 羅季翁·庫兹明
羅季翁·奧西耶維奇·庫兹明（俄语：Родион Осиевич Кузьмин，1891年11月9日—1949年3月24日）是一位俄罗斯数学家，其以在数论和数学分析方面的成就而闻名。 他於1928年在博洛尼亚成為国际数学家大会的特邀演讲者。 

## 成果
- 1928 年，庫茲明解决了[3]由高斯（见高斯-库兹明分布）提出的以下问题：如果x是在 (0, 1) 均勻選取的隨機數，而

{\displaystyle x={\frac {1}{k_{1}+{\frac {1}{k_{2}+\cdots }}}}}
是它的连分数展开式，找到一个界限
{\displaystyle \Delta _{n}(s)=\mathbb {P} \left\{x_{n}\leq s\right\}-\log _{2}(1+s),}
使得
{\displaystyle x_{n}={\frac {1}{k_{n+1}+{\frac {1}{k_{n+2}+\cdots }}}}.}
高斯認為 n 趋向到无穷則 Δn 趋于零，但他无法给出一个明确的绑定。庫茲明則證明了
{\displaystyle |\Delta _{n}(s)|\leq Ce^{-\alpha {\sqrt {n}}}~,}
其中 C, α > 0 是数值常数。 1929 年，保羅·皮埃爾·萊維將其边界改进为C 0.7n。
- 1930 年，庫茲明证明[4]了形式 ab 的数是超越数，其中a是代数， b 是實二次无理数。特别是，这个结果也意味着格爾豐德-施奈德常數

{\displaystyle 2^{\sqrt {2}}=2.6651441426902251886502972498731\ldots }
是超越的。请参阅格尔丰德-施奈德定理以了解後續的发展。
- 他还因 庫茲明-Landau 不等式而闻名：如果{\displaystyle f}是連線可微，導數 {\displaystyle f'}是單高的， 且满足 {\displaystyle \Vert f'(x)\Vert \geq \lambda >0} （這裡的 {\displaystyle \Vert \cdot \Vert } 表示有限区间上的最近整数函数 ) {\displaystyle I} ， 則

{\displaystyle \sum _{n\in I}e^{2\pi if(n)}\ll \lambda ^{-1}.}